# Giovan Battista Aleotti
Giovan Battista Aleotti (ur. 1546 w Argencie, zm. 12 grudnia 1636 w Ferrarze) – włoski architekt i scenograf epoki baroku, autor traktatów poświęconych scenografiom.
W latach 1571–1593 zajmował stanowisko nadwornego architekta księcia Alfonsa I d’Este. Od 1608 do 1624 używano, podczas świąt oraz premier teatralnych w Ferrarze, stworzonego przez niego aparatu scenicznego pozwalającego na szybką zmianę dekoracji. W 1628, podczas inauguracji działalności Teatro Farnese, zaprezentował wynalezione przez siebie kulisy, ruchome części dekoracji, które w XVII wieku wyparły periakty.

## Wybrane projekty
- kościół Santa Maria del Quartiere w Parmie (1604)
- Teatro dell’Accademia degli Intrepidi w Ferrarze (1606)
- La Grande Sala w Ferrarze (1612)
- kościół Santi Carlo w Ferrarze (1612)
- kościół Santa Barbara w Ferrarze (1612)
- Uniwersytet w Ferrarze (wraz z Alessandrem Balbim, 1619)
- kościół Santa Maria della Rotonda w Ferrarze (1597)
- Teatro Farnese w Parmie (wzorowany na Teatro Olimpico w Vincezie, 1618-1619)

## Galeria

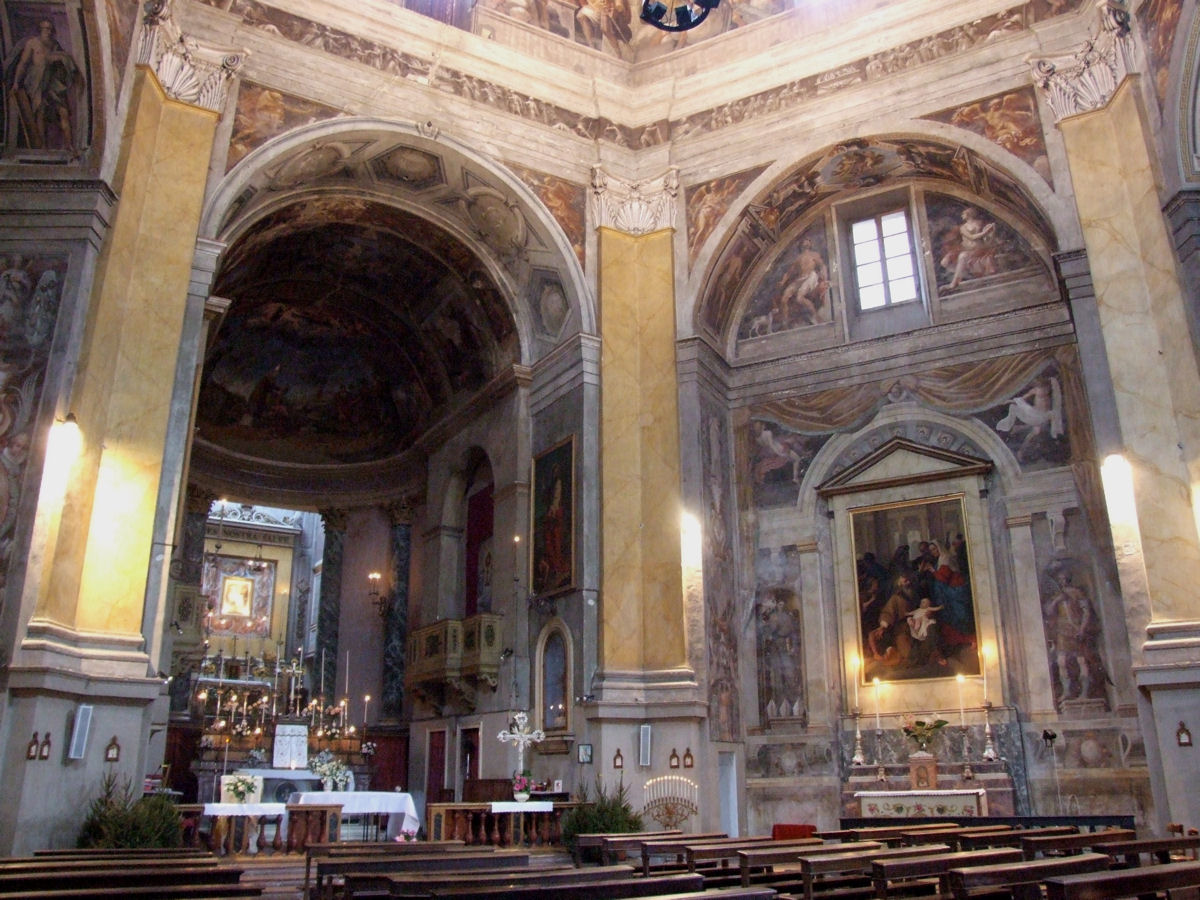
Kościół Santa Maria del Quartiere w 2007
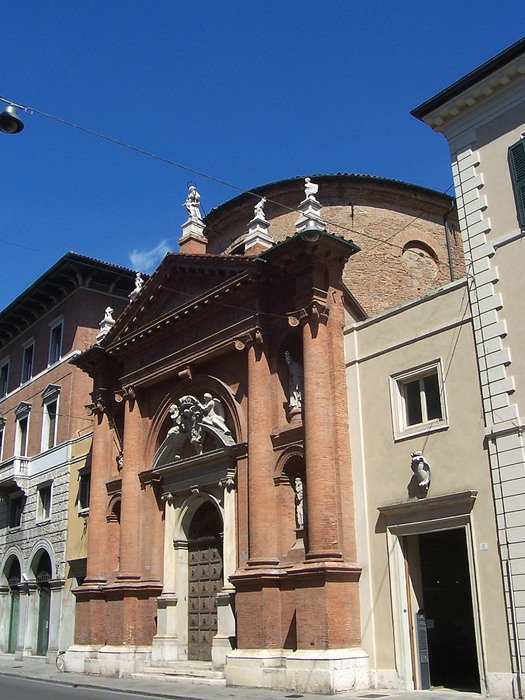
Kościół Santi Carlo w 2010
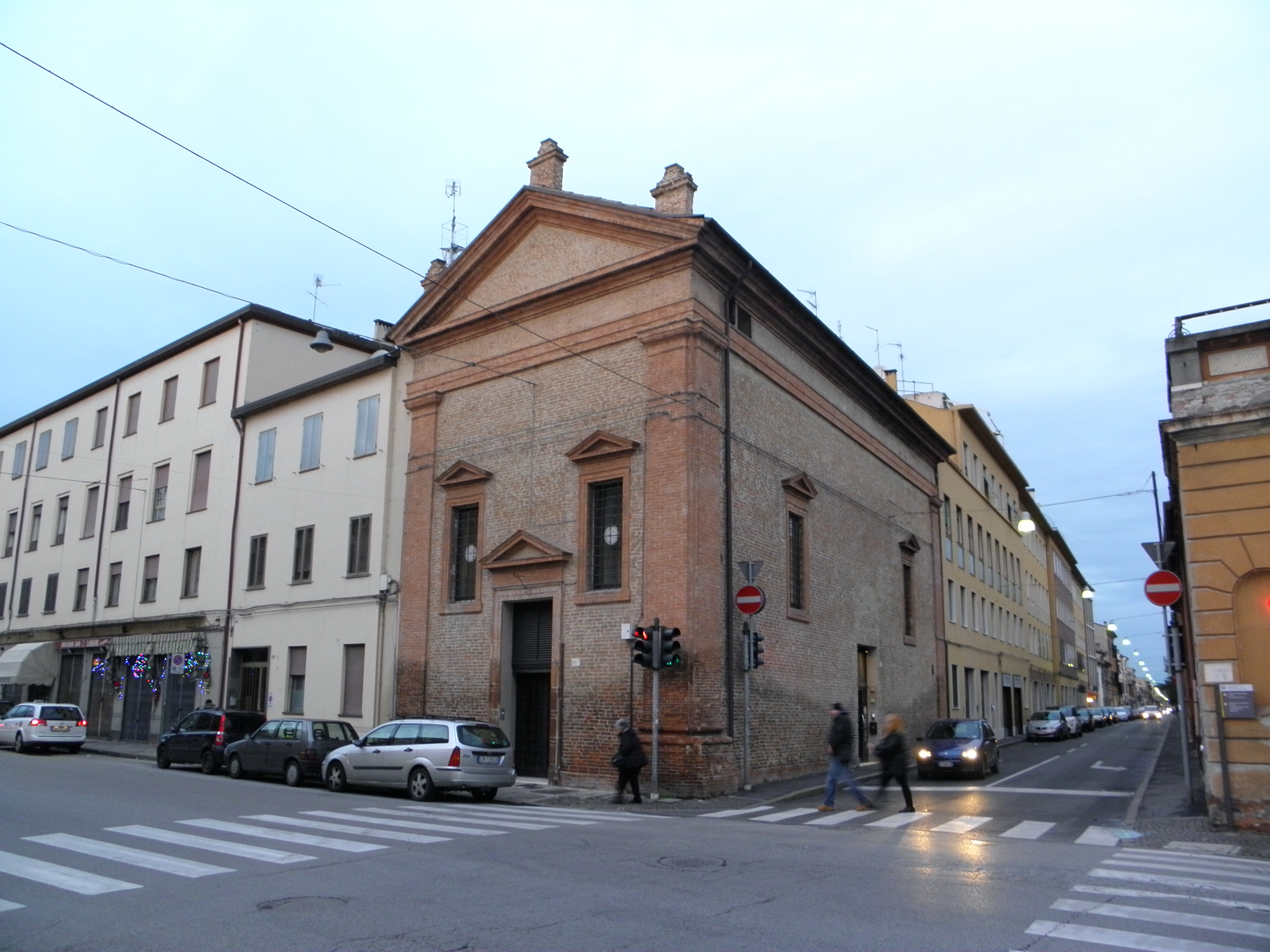
Kościół Santa Barbara w 2014
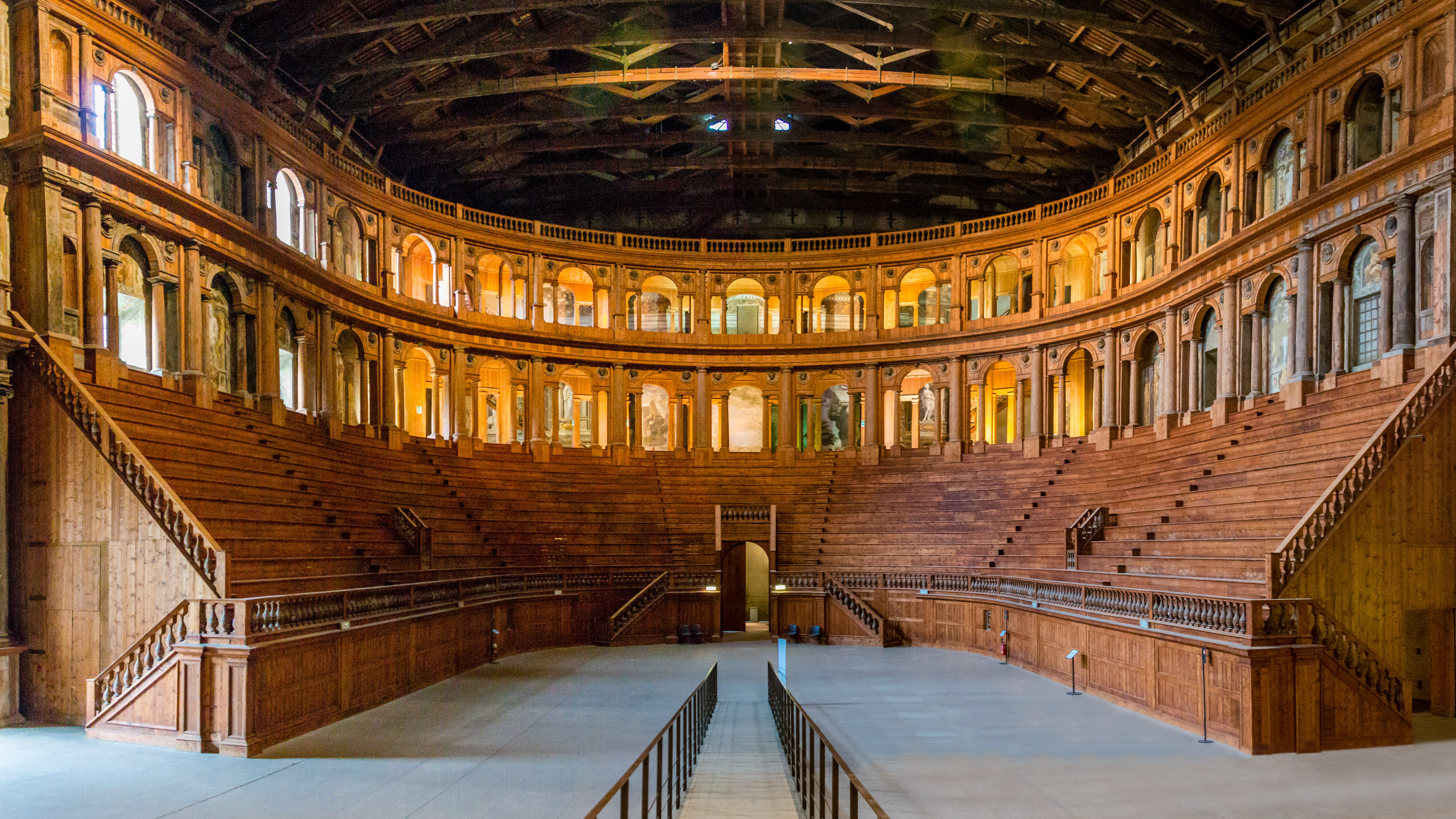
Teatro Farnese w 2008